# Anselmo da Campione

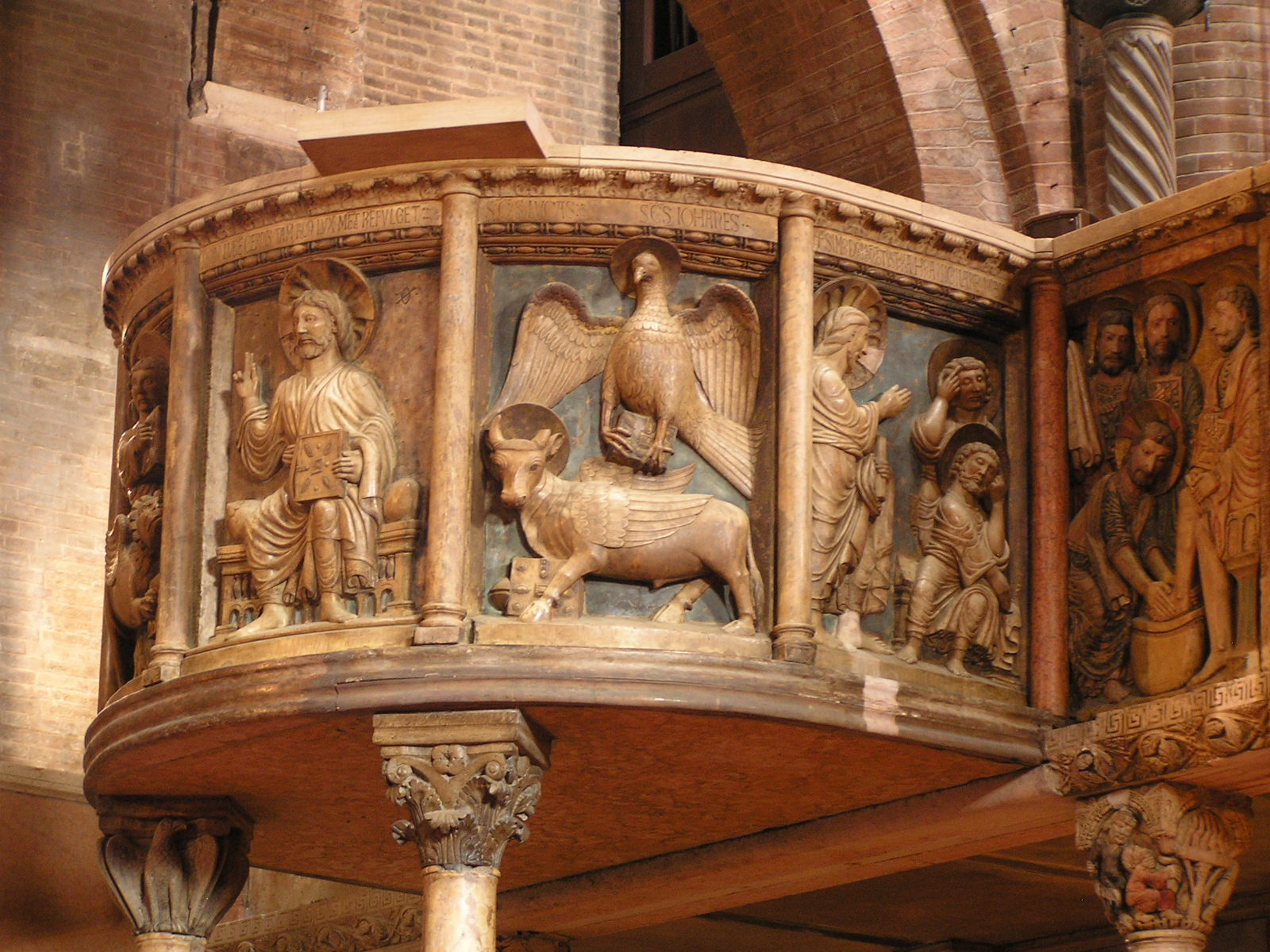
Puente de la catedral de Módena realizado por Anselmo da Campione.

Anselmo da Campione (Campione d'Italia, cerca de 1130 - alrededor de 1185) fue un escultor italiano.

## Biografía
Sus padres eran de Campione d'Italia; fue jefe de trabajadores pertenecientes a la escuela Magistri Comacini, que trabajó en la Catedral de Módena desde 1160 hasta 1175
Se formó probablemente en Arlés y después trabajó en la fábrica de la catedral de Módena, el primer centro importante de la actividad de los maestros campioneses. Se le atribuye el crucero de 1160 y los relieves que adornan el arco de ingreso a la cripta.
Además del rosetón, también se le atribuyen, su otro trabajo en el presbiterio elevado con la construcción del puente saliente en 1170 y sostenido por columnas  representando a atlantes sentados y encorvados bajo el peso y leones gruñendo y acurrucados con su presa. Los capiteles de las columnas y las ménsulas para apoyar el puente tienen la  simbología de la salvación con la Historia de Daniel y Habacuc, la historia de San Lorenzo, Sansón el león y un Acróbata.
Formó a diversos discípulos entre ellos a Enrico o Arrigo da Campione.